# Watcom
Die Watcom International Corporation wurde 1981 von drei früheren Mitarbeitern der Computer Systems Group (Fred Crigger, Ian McPhee und Jack Schueler) der kanadischen Universität von Waterloo in Waterloo (Ontario) gegründet. Watcom entwickelte zahlreiche Programmierwerkzeuge, darunter den 1988 vorgestellten Watcom C Compiler.

## Geschichte
Bereits vor der Firmengründung wurde ab 1978 Waterloo BASIC für die IBM Series/1 entwickelt und später auf weitere IBM-Plattformen portiert.
In der Anfangsphase wurden dann weitere Sprachprodukte angeboten:
- WATCOM APL
- WATCOM COBOL
- WATCOM FORTRAN
- WATCOM Pascal

Eine Version des Watcom-FORTRAN-77-Compilers für IBM-PC erschien 1985.
Im Jahr 1988 wurde der erste Watcom-C/16-Compiler herausgebracht und 1989 der 32-Bit-Compiler Watcom C/32. In der Folgezeit wurden diese zum Watcom-C/C++-Compiler weiterentwickelt. Zahlreiche bekannte Computerspiele der DOS-Ära wurden mit diesem Compiler erstellt, aber auch das Netzwerkbetriebssystem Novell Netware 386 oder Echtzeitanwendungen unter QNX.
1992 wurde mit Watcom SQL ein SQL-Datenbankserverprodukt auf den Markt gebracht.
Die visuelle Rexx-Entwicklungsumgebung VX-REXX bot man ab 1993 für OS/2 an.
Watcom wurde 1994 von Powersoft übernommen. Bald darauf kam es 1995 zu einem Zusammenschluss von Powersoft und Sybase.
Seit 2003 sind die Watcom-C/C++- und -Fortran-77-Compiler als Open Source unter dem Namen Open Watcom verfügbar.